# Màquina de barrina

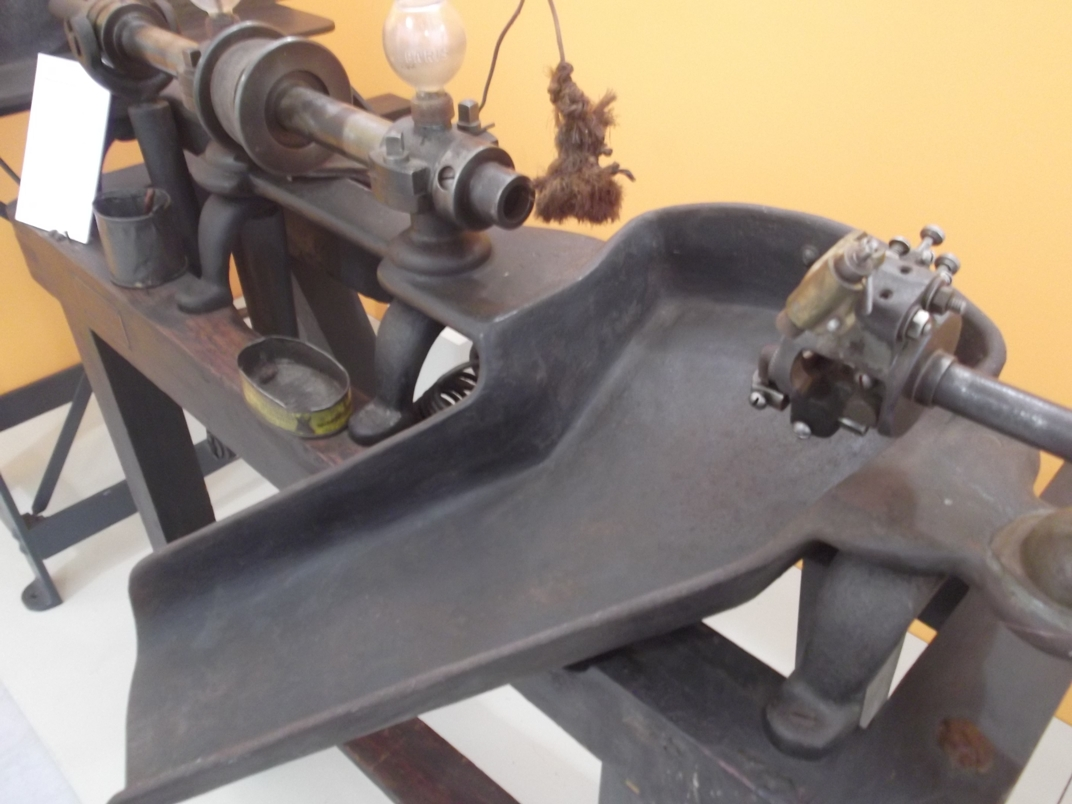
Màquina de barrina al Museu del Suro de Palafrugell

La màquina de barrina és un enginy utilitzat al segle xx en la indústria suro-tapera per perforar el tap directament de la llesca de suro. Aquesta màquina podria exemplificar el procés plenament mecanitzat de la fabricació de taps de suro natural. Incidí de manera important en la reducció de mà d'obra dins les fàbriques, ja que podria fer uns dos mil taps per hora de treball i, a més, eliminava les fases de toscar i carrar.
La màquina està connectada a un embarrat o directament a un motor i mitjançant una corretja es transmet un moviment rotatori d'unes dos mil revolucions per minut a la gúbia. Aquesta avança perforant la llesca en fer anar un pedal. Amb el retrocés, una vareta de fusta fixada dins l'eix expulsa el tap, que en la trepanació ha quedat dins la gúbia.

## Història
La primera notícia d'una màquina de fer taps amb gúbia, moguda a pedal, la trobem a l'Exposició Universal de París de 1855. Un altre model primitiu del qual tenim constància és alemany. Fabricat a partir de 1883 als Tallers de Ferdinand Haag de Karlsruhe, no necessitava altra força motriu que la que li donava l'home a través d'un pedal, com una màquina de cosir. A la màquina de barrina, tal com la coneixem en l'actualitat, se li atribueix un origen estatunidenc.
A Catalunya s'implantà amb cert retard. La seva introducció anà lligada a l'inici de la fabricació de discs (anys 1903–1904 segons els autors), moment que coincideix amb la implantació de la força motriu a les fàbriques més importants, normalment gasògens. En tot cas, Ramir Medir, a Historia del Gremio Corchero, afirma que a Can Trill a partir de 1905 es fabricaven gúbies.
Durant la primera dècada del segle xx encara fou una màquina poc utilitzada. El gran moment de la màquina de barrina serà després de la Guerra Civil Espanyola. Segons les dades del 'Sindicato Nacional de la Madera y el Corcho, l'any 1947 a tota la zona nord-est (actuals Catalunya i País Valencià), el nombres de garlopes encara duplica el de barrines (603 de la primera contra 335 de la segona). El 1957, però, les barrines quasi tripliquen les garlopes, ja en procés de desaparició.

## Al museu
El Museu del Suro de Palafrugell exposa una màquina de barrina.